# Внутренний вид женского отделения Петербургской рисовальной школы для вольноприходящих
«Внутренний вид женского отделения Петербургской рисовальной школы для вольноприходящих» — картина Е. Н. Хилковой. Закончена и представлена на экзамен в Академию художеств в 1855 году. По итогам рассмотрения художница была награждена малой серебряной медалью с присвоением статуса неклассного художника (см. классный художник). Картина находится в Русском музее.

## Исторический контекст
Рисовальная школа для вольноприходящих была открыта в Петербурге в 1839 году под эгидой Министерства финансов. В 1842 году в школе открылось женское отделение, ставшее первым в Российской империи официально назначенным местом получения профессионального художественного образования для женщин. Сама школа не давала статуса профессионального художника, это оставалось прерогативой Академии. Однако ученики и ученицы школы имели право представлять свои работы на экзамен в Академии и по итогам могли получить статус неклассного (свободного) художника или классного художника (с присвоением классного чина).
Учебный процесс в школе был рассчитан на три года (курса), называемых классами. Тем не менее переход из одного класса в следующий не был жёстко завязан на календарь и определялся по представлению преподавателя в зависимости от показанных навыков и талантов ученика.
В начальный период своего существования школа работала в принадлежавших министерству свободных помещениях так называемого «Дома таможенных чиновников», неподалёку от Биржи на стрелке Васильевского острова (с этим связано неофициальное название «Школа на Бирже», которое быстро стало известнее официального и в речи, и в печати).

## Описание картины

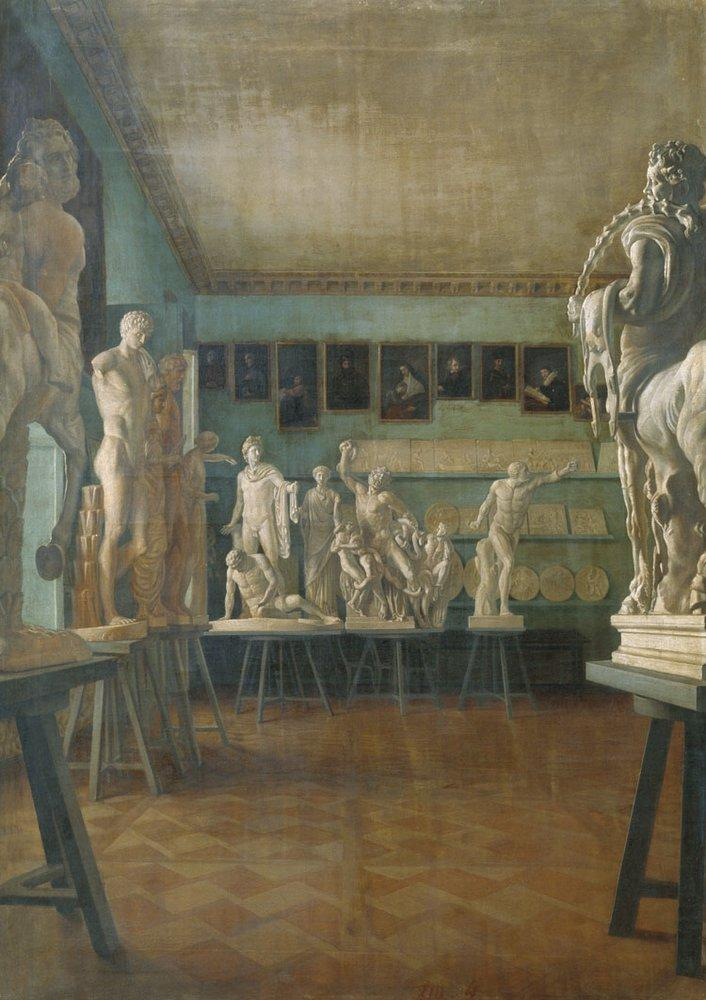
«Внутренний вид класса Петербургской рисовальной школы в помещении таможенного здания»

На картине изображено занятие женского класса рисования в помещениях Рисовальной школы на втором этаже «Дома таможенных чиновников». Вдали виден класс рисования с гипсовых копий, у дальней стены видна статуя «Лаокоон и его сыновья». Визуальным дополнением может служить другая картина Хилковой из коллекции Русского музея, «Внутренний вид класса Петербургской рисовальной школы в помещении таможенного здания», написанная в тот же период (точный год неизвестен).
Картину отличает внимание к деталям интерьера и костюмов. Это делает её ценным историческим документом о жизни школы, а не только лишь произведением искусства.
Ученицы могли записываться в школу с 12 лет, но с 14 лет и до замужества должны были приходить с сопровождающими. Такая девочка с сопровождающей (мать или няня) стоит в конце класса справа.
Неизвестной остаётся роль одинокого мужчины в конце класса слева у окна.
- Это может быть преподаватель рисования в классе, все эти позиции вначале занимались мужчинами. Хилкова как раз стала первой штатной преподавательницей после получения статуса неклассного художника и оставалась на этой работе до 1864 года.
- Это может быть надзиратель при женских классах. Позднее этот пост занимала другая выпускница школы Е. И. Вернер. В правилах посещения занятий, помимо необходимости сопровождающих для незамужних, в том числе указывалось: «тишину в классе не нарушать разговорами со своими соученицами и из класса в класс без особой необходимости не переходить»[6].

Вряд ли это случайный посетитель: странно было бы его изображать на картине; кроме того, в утверждённых правилах для женских классов прямо указывалось: «мужчины не могут быть допускаемы без особого разрешения министра финансов».

## Отзывы и критика
Первые отзывы о картине были положительные. Обозреватель «Отечественных записок» ставит её на первое место среди всех картин 1855 года кисти петербургских художниц. «Г-жа Хилкова нисколько не впала в однообразие поворотов своих фигур и показала большее знание условий комнатной перспективы».
Более поздние оценки более сдержаны, относя первые отзывы к похвале авансом, с целью поддержки художницы, число которых в середине XIX века было весьма незначительно. Также отмечается точность в передаче деталей интерьера и костюмов, хорошее владение перспективой, достоверное расположение и занятия персонажей картины. Однако фигуры выглядят статичными, их выражения лиц схожи, картине в целом не хватает движения. Лишена таких недостатков картина Хилковой «Семейный портрет Матюниных», написанная ею в конце 1860-х, в период зрелого таланта.

## Комментарии
1. ↑  Помещения на втором этаже современного Административного корпуса Зоологического института РАН: комната на первом плане, где проходит занятие — кабинет директора; следующая из комнат анфилады — конференц-зал; самая дальняя из изображенных комнат относится к ихтиологическому хранилищу (по состоянию на 2017 год)[4].